# Buddhizmus az Egyesült Királyságban
A buddhizmus az Egyesült Királyságban kisebbségi vallásnak számít, ahol a 2011-es felmérések idején hozzávetőlegesen 250 000 ember vallotta magát buddhistának, amely a teljes lakosság mintegy 0,4%-a. Ez a szám feltehetően tartalmazza a kínai népi valláshoz tartozókat is.
Az Egyesült Királyságban nincs egy fő buddhista társaság vagy csoport, amely minden buddhista irányzatot képviselne, bár kísérletek voltak egy ilyen szervezet létrehozására.

## Statisztika
A 2011-es felméréskor az Egyesült Királyságban 247 743 ember rakott ikszet a buddhista rubrikába. Ezek közül az emberek közül 98 336 született a szigetország területén, 1936 Afrikában és 135 839 Ázsiában. Az etnikai csoportok eloszlása a következő volt: 83 635 fehér, 147 796 ázsiai, 9855 vegyes, 2809 színes bőrű és 3648 egyéb. Az Egyesült Királyság egyes országaiban található részletesebb képhez az alábbi lista nyújt segítséget:
- Buddhizmus Angliában
- Buddhizmus Észak-Írországban
- Buddhizmus Skóciában
- Buddhizmus Walesben

## Története
Nagy Britanniába a legelső buddhista hatások a burmai, thai és Srí Lanka-i théraváda irányzatból érkeztek. Kezdetben az érdeklődés csupán az akadémiai körökben volt jellemző, ennek egyik eredményeképpen jött létre Páli Szöveg Társaság (Pali Text Society), amely vállalkozott, hogy lefordítsa a terjedelmes méretű páli kánont angol nyelvre. A világi gyakorlók között a teozófisták, Helena Blavatsky és Henry Steel Olcott, számítottak úttörőnek, akik 1880-ban az első nyugatiak között vettek menedéket a három drágaságban: Buddha (tanító), dharma (tanítás) és szangha (közösség).
A 19. század elején folytatódtak a teozófiai és a théraváda hatások. 1907-ben alapították a Nagy Britannia és Írország Buddhista Társaságot, amelyet 1924-ben a Londoni Buddhista Társaság követett. Ez volt a szigetország első sikeres buddhista szervezete, amely majdnem ötven éven át Britannia buddhista központja volt. Az 1950-es évektől megnövekedett a zen buddhizmus iránt is az érdeklődés. A hatvanas években igen népszerűvé váltak a britek körében a keleti vallások, köztük a buddhizmus is. Tibet kínai megszállása következtében több ezer tibeti menekült áramlott ki a himalájai országból. Ennek eredményeképpen jutottak el lámák a Nyugatra és gombaszám megszaporodtak a buddhista központok is.

## Kulturális jellemzése
Az Egyesült Királyságban található buddhista irányzatok többnyire hűek maradtak az eredeti tanításokhoz. Tehát a dharma és a gyakorlatok megmaradtak, csupán bizonyos kulturális szokások alakultak át. Az ország területén néhány templom és kolostor szinte teljes másolata az Ázsiában található eredeti épületnek. Például a londoni Wat Buddhapadipa igen kevés dologban tér el egy Thaiföldi templomtól. Kulturális értelemben azonban mégis eltérő az épület funkciója és használata. Az itt élő buddhista szerzetesek, bhikkhuk nem sétálnak ki London utcáira alamizsnás tálukkal ételt kérni a lakosoktól.
Egyes buddhisták úgy érzik, hogy átkeresztelkedtek a buddhizmusra, azaz új vallásként vették fel. Mások azonban nem érzik, hogy bármilyen korábbi hitet eldobtak volna a buddhizmus kedvéért. A buddhizmus nem követeli meg a hívőktől a kizárólagosságot, így vannak, akik bátran ötvözik más vallásokkal. Például azok a zsidó-keresztény hagyományhoz tartozó hívők, akik hitük megtartása mellett buddhista meditációs gyakorlatokat végeznek. A brit buddhista templomokban lázas készülődés előzi meg a buddhista ünnepnapokat az év különböző időszakaiban. Ételeket készítenek és a világi emberek ajándékokat adnak a szerzeteseknek, például ruhákat, háztartási eszközöket, és élelmiszert. Ezek nem csupán különleges szent napok, amelyek alkalmával énekelnek és tanításokat adnak, hanem társas összejövetelek, mint a karácsony vagy a húsvét a keresztényeknél.

## Buddhista központok
Az Ázsiában található hagyományos buddhista országokban egymástól különböző buddhista irányzatok fejlődtek ki az elmúlt kétezer ötszáz év alatt. Az Egyesült Királyságban található templomok, kolostorok és központok is igen eltérőek attól függően, hogy alapítóik Srí Lanka, Kína, Korea, Japán, Délkelet-Ázsia vagy Tibet területéről származnak. Egyes központokat kifejezetten azért hoztak létre, hogy kiszolgálja a kisebbségi közösség vallási és spirituális igényeit, mégis általában nyitva állnak mindenki számára. A szerzetesek és apácák (bhikkhunik) napi gyakorlataik mellett tanításokat is adnak a világi emberek számára. Léteznek olyan buddhista központok is, amelyek ötvözik a buddhista gyakorlatokat a nyugati kultúrával. A kántálást végezhetik például angol nyelvű szövegekkel is. Egyes központok a tudatosság meditációra helyezik a hangsúlyt és kevésbé foglalkoznak a buddhista tanításokkal és azok kulturális aspektusaival. Nem kántálnak, nem végeznek leborulást és nem tanulmányoznak buddhista szövegeket.